# Уташ (река)
Ута́ш — малая река полугорного типа в Анапском районе Краснодарского края России. Длина реки 11 км.
Берёт начало у хутора Розы Люксембург, протекает в западном направлении через одноимённое село и впадает в Джигу. В среднем течении Уташ пересекает федеральная трасса А290 Новороссийск — Керчь.
Сток зарегулирован посредством одамбированных прудов. Вдоль русла произрастает тростник, камыш и рогоз. Зимой при практически полном прекращении течения река перемерзает. Береговая линия загрязнена отходами производства и жизнедеятельности.
Видовой состав ихтиофауны реки очень беден, здесь обитают плотва, уклея, горчак.
Этимология топонима неизвестна. Возможно от тюрк. таш — «камень».